# Nikolaikirche (Kaltennordheim)

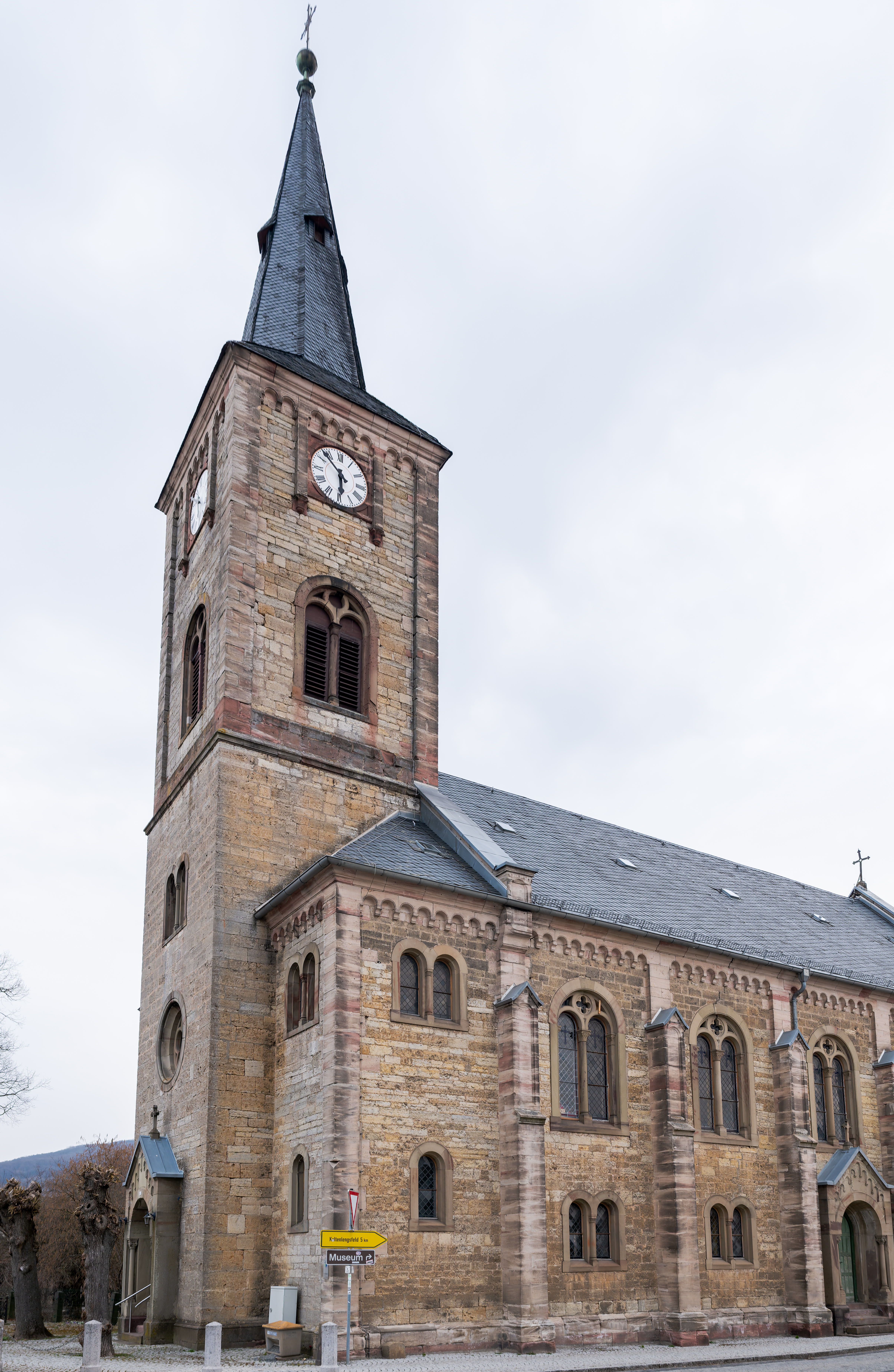
Die Nikolaikirche

Die evangelisch-lutherische Nikolaikirche  steht in der Landstadt Kaltennordheim in der Rhön im Landkreis Schmalkalden-Meiningen  in Thüringen.

## Geschichte
1597 erhielt die Kilianskirche am Friedhof eine große Schwester, weil den Gläubigen der Weg auf den Friedhofshügel außerhalb der Landstadt zu weit war. Es wurde eine zweite größere Kirche gebaut.

## Zur Kirche selbst
Der Turm stand bis 1856 an der Ostseite dicht an dem Flüsschen Felda. Im Innern befand sich der Altarraum. Fenster und Gesims zeigten spätgotische Formen. Im Dreißigjährigen Krieg wüteten die Kroaten und zerstörten die Stadtkirche im Jahre 1634.
1666 begann das Aufbauwerk, sodass 1683 eine gebrauchte Orgel eingebaut werden konnte. Diese wurde dann 1702 durch ein Neukauf ersetzt. 1821 konnte man die Emporen und größere Fenster einbauen. 1821 wurde das Gotteshaus erstmals mit jetzigen Namen genannt, so die Chronik.
Heftige Brände in der Kleinstadt bedingten, dass die Kirche 1858 vom 21. bis 24. Juni ausbrannte. 1859 erhielten die Gläubigen eine neue Glocke aus Apolda für die ausgebrannte Kirche. Erst 1865–1867 begann man mit dem Wiederaufbau. Das Gotteshaus erhielt zwei Emporen, weil Kaltennordheim Garnisonsstadt war.
1866 legte man fest, den Turm auf der Westseite des Kirchenschiffes zu bauen, was auch geschah. Der Turm erhielt auch eine Turmuhr mit Zifferblättern in jede Hauptrichtung.
1867 erfolgt die Neueinweihung der Nikolaikirche mit einem Festgottesdienst.
Danach wurden die neue Orgel und Glocken und Läuteanlage eingebaut. Auch Glasfenster mit biblischen Szenen erhielt das Gotteshaus.
1946 wurde der Turmknopf abgenommen. Der Einbau eines Präzisionsuhrwerks erfolgte. 1964 und 1965 wurden das Dach und der Turm neu eingedeckt.

## Nach der politischen Wende
Das Kirchendach wurde neu gedeckt und eine Blitzschutzanlage installiert.
2006 sperrte man das Glockengeläut wegen Absturzgefahr und schaffte sofort Abhilfe durch den Umbau des Glockenstuhls für 60.000 Euro. Die neuen Glocken erhielten neue Inschriften.